# Vyšný Mirošov
Vyšný Mirošov é um município da Eslováquia, situado no distrito de Svidník, na região de Prešov. Tem 12,71 km² de área e sua população em 2018 foi estimada em 598 habitantes.

## Demografia
| Ano:        | 1994 | 2004    | 2014   | 2024   |
| ----------- | ---- | ------- | ------ | ------ |
| Broj ljudi: | 533  | 590     | 597    | 572    |
| Razlika:    |      | +10,69% | +1,18% | -4,18% |

| Ano:               | 2023 | 2024   |
| ------------------ | ---- | ------ |
| Número de pessoas: | 573  | 572    |
| Diferença:         |      | -0,17% |